# Copa Pan-Americana de Voleibol Feminino de 2022
O Copa Pan-Americana de Voleibol Feminino de 2022 foi a 20ª edição do torneio organizado pela NORCECA, realizado no período de 21 a 28 de agosto com as partidas realizadas no Arena Sonora na cidade mexicana de Hermosillo. Dez equipes participam do torneio, acumulando pontos para o Ranking Mundial da FIVB.
A Seleção Dominicana conquistou seu sexto título na competição ao derrotar a Seleção Colombiana na final e os Estados Unidos completou o pódio.A levantadora dominicana Niverka Marte foi premiada como a melhor jogadora do certame.

## Sede
| Cidade sede |
| ----------- |
| Hermosillo  |
|             |

## Seleções participantes
As seguintes seleções são participantes da Copa Pan-Americana de Voleibol Feminino de 2022:
| Equipe               | Última participação |
| -------------------- | ------------------- |
| México               | (Sede), 2º em 2021  |
| Canadá               | 4º em 2021          |
| Cuba                 | 5º em 2021          |
| Colômbia             | 3º em 2019          |
| Costa Rica           | 12º em 2018         |
| República Dominicana | 1º em 2021          |
| Estados Unidos       | 3º em 2021          |
| Nicarágua            | Estreante           |
| Peru                 | 7º em 2019          |
| Porto Rico           | 6º em 2021          |

## Formato da disputa
O torneio é dividido em duas fases: fase classificatória e fase final. Na fase preliminar as 6 equipes participantes dispostas no grupo único com um sistema de todos contra todos e as equipes foram classificadas de acordo com os seguintes critérios:
1. Maior número de partidas ganhas.
2. Maior número de pontos obtidos, que são concedidos da seguinte forma:
  - Partida com resultado final 3-0: 5 pontos para o vencedor e 0 pontos para o perdedor.
  - Partida com resultado final 3-1: 4 pontos para o vencedor e 1 pontos para o perdedor.
  - Partida com resultado final 3-2: 3 pontos para o vencedor e 2 pontos para o perdedor.
3. Proporção entre pontos ganhos e pontos perdidos (razão de pontos).
4. Proporção entre os sets ganhos e os sets perdidos (relação Sets).
5. Se o empate persistir entre duas equipes, a prioridade é dada à equipe que venceu a última partida entre as equipes envolvidas.
6. Se o empate persistir entre três equipes ou mais, uma nova classificação será feita levando-se em conta apenas as partidas entre as equipes envolvidas.

As quatro primeiras colocadas se enfrentam nas semifinais e as duas ultimas colocadas definem a quinta posição. As vencedoras das semifinais disputam o título na grande final e as perdedoras disputam o terceiro lugar.

## Fase classificatória

### Grupo A
|     |                      |     | Jogos | Jogos | Jogos | Resultados | Resultados | Resultados | Resultados | Resultados | Resultados | Sets | Sets | Sets  | Pontos | Pontos | Pontos |
| Pos | Equipe               | Pts | T     | V     | D     | 3–0        | 3–1        | 3–2        | 2–3        | 1–3        | 0–3        | V    | P    | R     | V      | P      | R      |
| --- | -------------------- | --- | ----- | ----- | ----- | ---------- | ---------- | ---------- | ---------- | ---------- | ---------- | ---- | ---- | ----- | ------ | ------ | ------ |
| 1   | República Dominicana | 18  | 4     | 4     | 0     | 3          | 0          | 1          | 0          | 0          | 0          | 12   | 2    | 6.000 | 337    | 222    | 1.518  |
| 2   | Estados Unidos       | 16  | 4     | 3     | 1     | 2          | 1          | 0          | 1          | 0          | 0          | 11   | 4    | 2.750 | 343    | 284    | 1.208  |
| 3   | Porto Rico           | 8   | 4     | 2     | 2     | 1          | 0          | 1          | 0          | 0          | 2          | 6    | 8    | 0.750 | 282    | 287    | 0.983  |
| 4   | Peru                 | 8   | 4     | 1     | 3     | 1          | 0          | 0          | 1          | 1          | 1          | 6    | 9    | 0.667 | 304    | 316    | 0.962  |
| 5   | Costa Rica           | 0   | 4     | 0     | 4     | 0          | 0          | 0          | 0          | 0          | 4          | 0    | 12   | 0.000 | 143    | 300    | 0.477  |

| Data   | Hora  |                      | Placar |                | Set 1 | Set 2 | Set 3 | Set 4 | Set 5 | Total  | Relatório |
| ------ | ----- | -------------------- | ------ | -------------- | ----- | ----- | ----- | ----- | ----- | ------ | --------- |
| 21 ago | 14:00 | República Dominicana | 3–0    | Costa Rica     | 25–9  | 25–8  | 25–9  |       |       | 75–26  | P2P3      |
| 21 ago | 18:00 | Estados Unidos       | 3–1    | Peru           | 25–13 | 21–25 | 25–22 | 25–17 |       | 96–77  | P2P3      |
| 22 ago | 14:00 | República Dominicana | 3–0    | Peru           | 25–13 | 25–18 | 25–22 |       |       | 75–53  | P2P3      |
| 22 ago | 18:00 | Estados Unidos       | 3–0    | Porto Rico     | 25–19 | 25–16 | 25–22 |       |       | 75–57  | P2P3      |
| 23 ago | 14:00 | Peru                 | 3–0    | Costa Rica     | 25–15 | 25–12 | 25–14 |       |       | 75–41  | P2P3      |
| 23 ago | 18:00 | República Dominicana | 3–0    | Porto Rico     | 25–17 | 25–11 | 25–18 |       |       | 75–46  | P2P3      |
| 24 ago | 14:00 | Estados Unidos       | 3-0    | Costa Rica     | 25–14 | 25–17 | 25–7  |       |       | 75–38  | P2P3      |
| 24 ago | 18:00 | Porto Rico           | 3-2    | Peru           | 23–25 | 25–20 | 16–25 | 25–17 | 15–12 | 104–99 | P2P3      |
| 25 ago | 14:00 | Porto Rico           | 3-0    | Costa Rica     | 25–12 | 25–14 | 25–12 |       |       | 75–38  | P2P3      |
| 25 ago | 18:00 | República Dominicana | 3-2    | Estados Unidos | 23–25 | 24–26 | 25–16 | 25–22 | 15–8  | 112–97 | P2P3      |

### Grupo B
|     |           |     | Jogos | Jogos | Jogos | Resultados | Resultados | Resultados | Resultados | Resultados | Resultados | Sets | Sets | Sets  | Pontos | Pontos | Pontos |
| Pos | Equipe    | Pts | T     | V     | D     | 3–0        | 3–1        | 3–2        | 2–3        | 1–3        | 0–3        | V    | P    | R     | V      | P      | R      |
| --- | --------- | --- | ----- | ----- | ----- | ---------- | ---------- | ---------- | ---------- | ---------- | ---------- | ---- | ---- | ----- | ------ | ------ | ------ |
| 1   | Colômbia  | 20  | 4     | 4     | 0     | 4          | 0          | 0          | 0          | 0          | 0          | 12   | 0    | MAX   | 305    | 195    | 1.564  |
| 2   | México    | 14  | 4     | 3     | 1     | 2          | 1          | 0          | 0          | 0          | 1          | 9    | 4    | 2.250 | 299    | 242    | 1.236  |
| 3   | Cuba      | 11  | 4     | 2     | 2     | 2          | 0          | 0          | 0          | 1          | 1          | 7    | 6    | 1.167 | 284    | 271    | 1.048  |
| 4   | Canadá    | 5   | 4     | 1     | 3     | 1          | 0          | 0          | 0          | 0          | 3          | 3    | 9    | 0.333 | 259    | 279    | 0.928  |
| 5   | Nicarágua | 0   | 4     | 0     | 4     | 0          | 0          | 0          | 0          | 0          | 4          | 0    | 12   | 0.000 | 140    | 300    | 0.467  |

Resultados
| Data   | Hora  |          | Placar |           | Set 1 | Set 2 | Set 3 | Set 4 | Set 5 | Total | Relatório |
| ------ | ----- | -------- | ------ | --------- | ----- | ----- | ----- | ----- | ----- | ----- | --------- |
| 21 ago | 16:00 | Canadá   | 0–3    | Cuba      | 16–25 | 26–28 | 23–25 |       |       | 65–78 | P2P3      |
| 21 ago | 20:00 | México   | 3–0    | Nicarágua | 25–11 | 25–8  | 25–9  |       |       | 75–28 | P2P3      |
| 22 ago | 16:00 | Colômbia | 3–0    | Canadá    | 25–18 | 25–14 | 28–26 |       |       | 78–58 | P2P3      |
| 22 ago | 20:00 | México   | 3–1    | Cuba      | 24–26 | 25–16 | 25–16 | 25–18 |       | 99–76 | P2P3      |
| 23 ago | 16:00 | Cuba     | 3–0    | Nicarágua | 25–7  | 25–11 | 25–14 |       |       | 75–32 | P2P3      |
| 23 ago | 20:00 | México   | 0–3    | Colômbia  | 14–25 | 25–27 | 11–25 |       |       | 50–77 | P2P3      |
| 24 ago | 16:00 | Canadá   | 3-0    | Nicarágua | 25–10 | 25–19 | 25–19 |       |       | 75–48 | P2P3      |
| 24 ago | 20:00 | Cuba     | 0-3    | Colômbia  | 16–25 | 22–25 | 17–25 |       |       | 55–75 | P2P3      |
| 25 ago | 16:00 | Colômbia | 3-0    | Nicarágua | 25–8  | 25–12 | 25–12 |       |       | 75–32 | P2P3      |
| 25 ago | 20:00 | México   | 3-0    | Canadá    | 25–19 | 25–21 | 25–21 |       |       | 75–61 | P2P3      |

## Fase final

### Chaveamento final
|  | Quartas de finais | Quartas de finais | Quartas de finais |  |  | Semifinais | Semifinais           | Semifinais |  |  | Final    | Final                | Final    |
|  |                   |                   |                   |  |  |            |                      |            |  |  |          |                      |          |
|  |                   |                   |                   |  |  | B1         | Colômbia             | 3          |  |  |          |                      |          |
|  | A2                | Estados Unidos    | 3                 |  |  | A2         | Estados Unidos       | 1          |  |  |          |                      |          |
|  | B3                | Cuba              | 2                 |  |  |            |                      |            |  |  | A1       | República Dominicana | 3        |
|  |                   |                   |                   |  |  |            |                      |            |  |  | B1       | Colômbia             | 1        |
|  |                   |                   |                   |  |  | A1         | República Dominicana | 3          |  |  |          |                      |          |
|  | B2                | México            | 3                 |  |  | B2         | México               | 1          |  |  | 3° lugar | 3° lugar             | 3° lugar |
|  | A3                | Porto Rico        | 2                 |  |  |            |                      |            |  |  | B2       | México               | 1        |
|  |                   |                   |                   |  |  |            |                      |            |  |  | A1       | Estados Unidos       | 3        |

### 5°– 6° lugares
|  | 5° lugar |            |   |
|  |          |            |   |
|  | B3       | Cuba       | 3 |
|  | A3       | Porto Rico | 1 |

### 7°– 10° lugares
|  | Classificação 7–10 | Classificação 7–10 | Classificação 7–10 |  |  | 7° lugar | 7° lugar   | 7° lugar |
|  |                    |                    |                    |  |  |          |            |          |
|  | A5                 | Costa Rica         | 3                  |  |  |          |            |          |
|  | B5                 | Nicarágua          | 2                  |  |  |          |            |          |
|  |                    |                    |                    |  |  | A5       | Costa Rica | 0        |
|  |                    |                    |                    |  |  | A4       | Peru       | 3        |
|  | A4                 | Peru               | 3                  |  |  |          |            |          |
|  | B4                 | Canadá             | 0                  |  |  | 9° lugar | 9° lugar   | 9° lugar |
|  |                    |                    |                    |  |  | B5       | Nicarágua  | 0        |
|  |                    |                    |                    |  |  | B4       | Canadá     | 3        |

### Classificação do 7° ao 10° lugares
Resultados
| Data   | Hora  |            | Placar |           | Set 1 | Set 2 | Set 3 | Set 4 | Set 5 | Total  | Relatório |
| ------ | ----- | ---------- | ------ | --------- | ----- | ----- | ----- | ----- | ----- | ------ | --------- |
| 26 ago | 14:00 | Costa Rica | 3–2    | Nicarágua | 19–25 | 20–25 | 25–14 | 25–22 | 15–13 | 104–99 | P2P3      |
| 26 ago | 16:00 | Canadá     | 0–3    | Peru      | 22–25 | 22–25 | 18–25 |       |       | 62–75  | P2P3      |

### Quartas de final
Resultados
| Data   | Hora  |                | Placar |            | Set 1 | Set 2 | Set 3 | Set 4 | Set 5 | Total   | Relatório |
| ------ | ----- | -------------- | ------ | ---------- | ----- | ----- | ----- | ----- | ----- | ------- | --------- |
| 26 ago | 18:00 | Estados Unidos | 3–2    | Cuba       | 27–29 | 22–25 | 25–22 | 25–16 | 19–17 | 118–109 | P2P3      |
| 26 ago | 20:00 | México         | 3–2    | Porto Rico | 25–17 | 25–19 | 18–25 | 20–25 | 15–12 | 103–98  | P2P3      |

### Nono lugar
Resultados
| Data   | Hora  |           | Placar |        | Set 1 | Set 2 | Set 3 | Set 4 | Set 5 | Total | Relatório |
| ------ | ----- | --------- | ------ | ------ | ----- | ----- | ----- | ----- | ----- | ----- | --------- |
| 27 ago | 14:00 | Nicarágua | 0–3    | Canadá | 21–25 | 14–25 | 22–25 |       |       | 57–75 | P2P3      |

### Sétimo lugar
Resultados
| Data   | Hora  |            | Placar |      | Set 1 | Set 2 | Set 3 | Set 4 | Set 5 | Total | Relatório |
| ------ | ----- | ---------- | ------ | ---- | ----- | ----- | ----- | ----- | ----- | ----- | --------- |
| 27 ago | 16:00 | Costa Rica | 0–3    | Peru | 14–25 | 17–25 | 13–25 |       |       | 44–75 | P2P3      |

### Semifinais
Resultados
| Data   | Hora  |                      | Placar |                | Set 1 | Set 2 | Set 3 | Set 4 | Set 5 | Total  | Relatório |
| ------ | ----- | -------------------- | ------ | -------------- | ----- | ----- | ----- | ----- | ----- | ------ | --------- |
| 27 ago | 18:00 | Colômbia             | 3–1    | Estados Unidos | 25–16 | 25–27 | 25–20 | 25-20 |       | 100–63 | P2P3      |
| 27 ago | 20:00 | República Dominicana | 3–1    | México         | 23–25 | 25–21 | 25–8  | 25–14 |       | 98–68  | P2P3      |

### Quinto lugar
Resultado
| Data   | Hora  |      | Placar |            | Set 1 | Set 2 | Set 3 | Set 4 | Set 5 | Total | Relatório |
| ------ | ----- | ---- | ------ | ---------- | ----- | ----- | ----- | ----- | ----- | ----- | --------- |
| 28 ago | 14:00 | Cuba | 3–1    | Porto Rico | 14–25 | 25–22 | 25–23 | 25–21 |       | 89–91 | P2P3      |

### Terceiro lugar
Resultado
| Data   | Hora  |        | Placar |                | Set 1 | Set 2 | Set 3 | Set 4 | Set 5 | Total | Relatório |
| ------ | ----- | ------ | ------ | -------------- | ----- | ----- | ----- | ----- | ----- | ----- | --------- |
| 28 ago | 16:00 | México | 1–3    | Estados Unidos | 19-25 | 26–24 | 16-25 | 11-25 |       | 72–24 | P2P3      |

### Final
Resultado
| Data   | Hora  |                      | Placar |          | Set 1 | Set 2 | Set 3 | Set 4 | Set 5 | Total | Relatório |
| ------ | ----- | -------------------- | ------ | -------- | ----- | ----- | ----- | ----- | ----- | ----- | --------- |
| 28 ago | 18:00 | República Dominicana | 3–1    | Colômbia | 21-25 | 25–13 | 25-21 | 25-16 |       | 96–13 | P2P3      |